# Jean-Jacques Bachelier
Pour les articles homonymes, voir Bachelier.
Jean-Jacques Bachelier, né à Paris en 1724, et mort dans la même ville en 1806, est un peintre, écrivain et administrateur français.

## Biographie

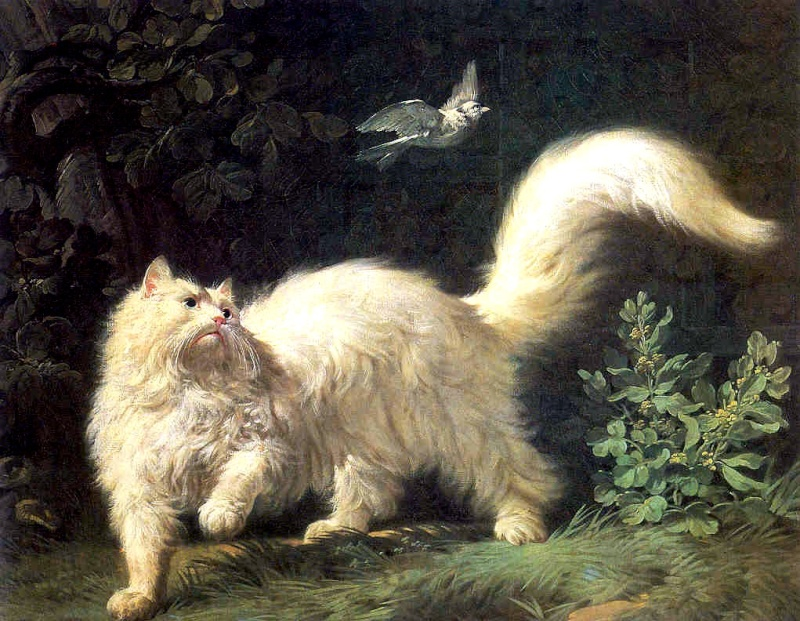
Chat angora blanc guettant un oiseau, Versailles, musée Lambinet.

### Un peintre de nature morte
Élève de Jean-Baptiste Marie Pierre, (1714-1789), Jean-Jacques Bachelier est un artiste peintre de fleurs, d'animaux et de natures mortes. Il sera notamment renommé pour sa peinture de fleurs, genre peu pratiqué à l'Académie royale de peinture et de sculpture au milieu du XVIIIe siècle, ce qui lui vaudra une pension royale en 1749.
Il est agréé à l'Académie en 1750, sur proposition de Jean-Baptiste Oudry. Il est admis en 1752 à l'Académie royale de peinture et de sculpture, en qualité de peintres de fleurs et obtient en 1763 le titre de peintre d'histoire.
Bachelier est doté d'une grande curiosité pour les problèmes techniques. Il a redécouvert le secret de la peinture à la cire en 1755. En 1790, il inventa un nouveau blanc de plomb, et en 1793, un instrument pour la gravure au miroir. Bachelier utilisa sa technique de la peinture à la cire pour ses œuvres La Fable du cheval et du loup, disparue à Bailleul pendant la dernière guerre mondiale, ou pour La Résurrection de Jésus Christ, destinée à l'église de Saint-Sulpice de Paris et qui a disparu depuis la Révolution. La mode de la peinture à la cire s'éteint à la fin des années 1750.
En 1755, il est nommé décorateur des Bâtiments du roi. Cette même année, marquée par la mort de Jean-Baptiste Oudry, Bachelier est salué comme son successeur et, à ce titre, reçoit de nombreuses commandes royales. Ses natures mortes attestent des influences diverses, et plus particulièrement, celle d'Oudry.
Il participe avec Alexandre-François Desportes et Oudry à la décoration du château de Choisy en 1757. En 1762, il réalise  six grandes toiles pour le ministère des Affaires étrangères à Versailles, dont deux seront déposées à la Révolution. Elles disparaissent ensuite en 1872, et sont retrouvées en 1984 au musée de Villefranche-sur-Saône.
Aujourd'hui, on peut recenser 178 peintures et dessins, de nombreux vases de Vincennes et de Sèvres parmi ses œuvres.

### Une influence déterminante dans le domaine des arts décoratifs
Jean-Jacques Bachelier est chef des modeleurs de la Manufacture de Vincennes en 1750, puis il en est nommé comme directeur artistique par Jean-Baptiste de Machault d'Arnouville en 1751. De 1751 à 1756, il apporte des modifications à la décoration des pièces produites en demandant des modèles à François Boucher et à Jean-Baptiste Oudry pour des figurines en biscuit. Au déménagement d'août 1756, il poursuit ses activités à la manufacture de porcelaine de Sèvres, jusqu'en 1793.
En 1753, il ouvre une académie privée en rapport avec cette activité. Puis il fonde à ses frais une école gratuite de dessin pour les artisans dans l'ancien collège de Bourgogne, rue de l'École-de-Médecine à Paris, en investissant ses 60 000 livres d'économie en 1765. Elle devient école royale par lettres patentes de Louis XV en 1767 : il en devient directeur jusqu'à son décès en 1806. Après avoir changé plusieurs fois de nom, cette école de dessin deviendra l'École nationale des arts décoratifs en 1877. Cette école subsistait encore au XIXe siècle, et son nom est toujours inscrit sur le bâtiment qu'elle occupait alors et qui est aujourd'hui le siège de l'université Paris-Descartes.
Bachelier est nommé professeur à l'École des beaux-arts de Paris le 7 juillet 1770, en remplacement de Jean-Baptiste Pigalle et n'aura pas de successeur à son poste. Il fut confirmé le 30 novembre 1794.

## Œuvres dans les collections publiques

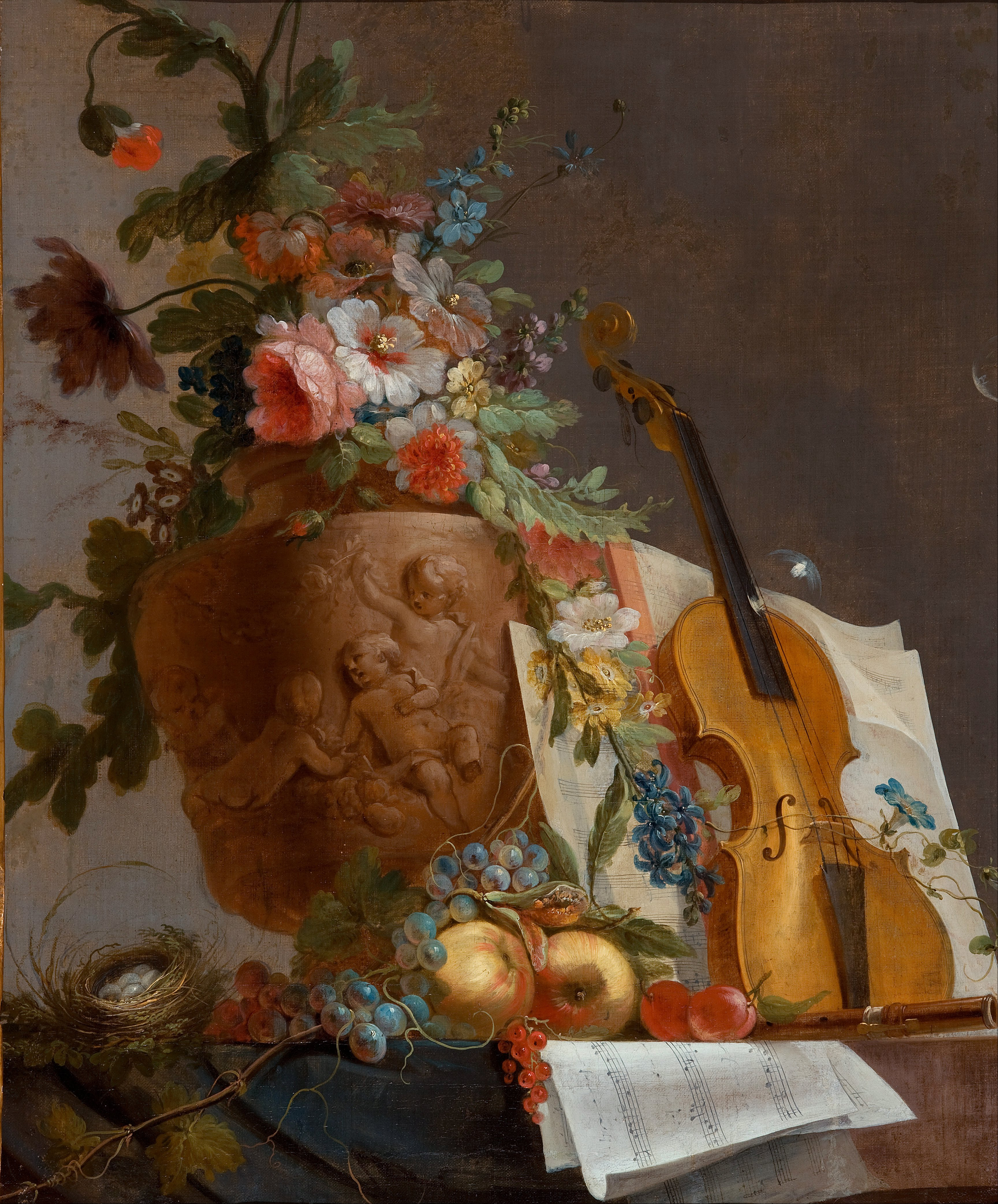
Nature morte aux fleurs et au violon (vers 1750), Adélaïde, musée national d'Australie-Méridionale.

- Amiens, musée de Picardie : Lion d'Afrique combattu par des dogues, 1757, huile sur toile, commande du roi pour le château de Choisy ;
  - Ours de Pologne arrêté par des chiens de fortes races, 1757, huile sur toile, commande du roi pour le château de Choisy ;
- Angers, musée des beaux-arts : Le Canard mort, 1753, huile sur toile ;
- Auxerre, musée Leblanc-Duvernoy : Mort d'Abel, 1763, huile sur toile ;
- Fontainebleau, château de Fontainebleau :
  - Bois de cerf, attaqué dans les tailles d'Epernon et pris le 2 juin 1764, 1764, huile sur toile ;
  - Bois de cerf pris en forêt de Compiègne, 1764, huile sur toile ;
  - Bois de cerf attaqué à la Haute-Queue, le 5 juillet 1764 à Compiègne, 1764, huile sur toile, provient des collections de Louis XV à Versailles, a décoré l'escalier semi-circulaire menant aux petits appartements ;
  - Bois de cerf pris par le roi le 1er juillet 1767, 1767, huile sur toile ;
  - Bois de cerf chassé par le Roi à Saint-Hubert le 10 juin 1767, 1767, huile sur toile ;
  - Bois de cerf, chassé par le roi près de l'étang royal le 14 mai 1773, 1773, huile sur toile, l'original a été agrandi par deux panneaux latéraux pour l'adapter en dessus de porte ;
  - Bois d'un cerf attaqué par l'équipage du roi au Bois Guérin le 1er juin 1778, 1778, huile sur toile, a décoré l'escalier semi circulaire menant aux petits appartements du roi à Versailles ;
- Orléans, musée des Beaux-Arts : Enfant endormi ou Bacchus enfant pris par l'ivresse', 1765, huile sur toile
- Paris, École nationale supérieure des beaux-arts : La Charité romaine, 1764, huile sur toile ;
  - Descente de croix, pierre noire et rehauts de craie blanche sur papier brun foncé. H. 0,295 ; L. 0,225 m[5]. C'est à l'occasion du Salon de 1761, où Bachelier présente son Milon de Crotone, mais aussi le Chat d'Angora, qu'il expose une Descente de Croix, peinte en grisaille, dont l'étude préparatoire fut acquise par Mathias Polakovits pour l'Ecole des Beaux-Arts de Paris. Très achevée cette feuille est un des rares témoignages de la production dessinée de l'artiste[6].
- Paris, musée du Louvre : Autoportrait, dessin rond à la pierre noire, diam : 16 cm ;
- Paris, Muséum national d'histoire naturelle :
  - L'Afrique, demoiselles de Numidie, Pintae, Geai d'Angola, oiseau spatule, huile sur toile ;
  - L'Amérique, huile sur toile ;
  - L'Europe, huile sur toile ;
  - L'Asie, huile sur toile ;
- Marseille, musée des beaux-arts : Vieillard chantant, huile sur toile ;
- Versailles, château de Versailles : Surtout de table, 1769, frise de porcelaine tendre, modelé par Bachelier, bronze doré, colonnes de marbre, fond de glace, Manufacture de porcelaine de Sèvres, créé pour le mariage du dauphin le 16 mai 1770 à l'Opéra royal du château de Versailles ;
- Versailles, bibliothèque municipale :
  - L'Europe Savante, 1762, huile sur toile ;
  - Le Pacte de Famille, 1762, huile sur toile ;
- Versailles, musée Lambinet : Chat angora blanc guettant un papillon, huile sur toile[7] ;
- Collection Privée  USA  Cte Alexandre de Bothuri: les deux chiens de madame de Pompadour, 1756, huile sur toile (ancienne collection baron Léonino 1937)

## Élèves
- Jacques Bertaux (1741-1813)

## Publications
- Histoire et secret de la peinture à la cire, contre le sentiment du comte de Caylus, Paris, 1755
- Discours sur l'utilité des écoles élémentaires en faveur des arts mécaniques, prononcé le 10 septembre 1766 à l'occasion de l'ouverture de l'école gratuite de dessin, Imprimerie nationale, 1789 ; réédité en 1792
- Mémoire sur l'école gratuite de dessin, 1774
- Mémoire historique sur la Manufacture nationale de France rédigé en 1781 ; réédition de 1878, Simon à Paris, petit in-8° de IX et 57 pages
- Mémoire sur l'éducation des filles, Imprimerie nationale, 1789
- Projet d'un cours public des arts et métiers, Imprimerie nationale, 1789
- Mémoire sur les moyens d'établir avec économie le plus grand nombre d'écoles primaires et secondaires, Imprimerie nationale, 1792
- Mémoire historique de l'origine et des progrès de la manufacture nationale de porcelaine de France, in-12°, 1799 ; réédition de Gustave Gouellain en 1878.

## Salons
Jean-Jacques Bachelier expose régulièrement au Salon à partir de 1751.
- 1753 : Le Canard sauvage accroché contre une planche de sapin (musée des beaux-arts d'Angers) ;
- 1753 : L'Europe savante ; Le Pacte de Famille ; Les Alliances de la France ;
- 1765 : Femme, le coude appuyé sur une table, donnant une lettre à son esclave, pastel à l'huile ; La Charité romaine, morceau de réception à l'Académie (Paris, École nationale supérieure des beaux-arts) ; Femme donnant une lettre à son esclave, pastel ;
- 1767 : La Mort de Milon de Crotone (Dublin, National Gallery of Ireland).

Après 1767, Bachelier se joint aux artistes qui, las d'être les victimes des critiques, refusent d'exposer au Salon.

## Exposition
- Versailles, musée Lambinet, du 23 novembre 1999 au 19 mars 2000, Jean-Jacques Bachelier (1724-1806), peintre du roi Louis XV et de Madame de Pompadour.

## Pour approfondir

### Iconographie
- Adélaïde Labille-Guiard, Portrait en buste de Mr Jean-Jacques Bachelier, 1782, pastel, Paris, musée du Louvre[8] ;
- Jean-Jacques Bachelier, Autoportrait, dessin à la pierre noire, Paris, musée du Louvre.